# Мара (усадьба)
Мара — усадьба Баратынских в Кирсановском уезде Тамбовской губернии (ныне Умётский район). Неразрывно связана с жизнью и творчеством поэта Евгения Баратынского. Уничтожена в советское время.

## История
Усадьба была основана генерал-лейтенантом Абрамом Андреевичем Баратынским, отцом знаменитого поэта. С февраля 1799 до 1804 года А. А. Баратынский вместе с женой Александрой Фёдоровной жил в селе Вяжля (ныне Марьинка Кирсановского района), где у них родились Евгений (1800—1844), Софья (1801—1844) и Ираклий (1802—1859). После конфликта с братьями в 5 верстах от Вяжли он начал строительство дома — у оврага на северо-восточной окраине леса. Парадный фасад деревянного одноэтажного дома был оформлен мезонином с маленьким балкончиком над первым этажом, сплошной стеклянной стеной оранжереи и двухэтажной кирпичной башней, где располагался кабинет хозяина и отопительная установка для оранжереи. В августе 1833 года состоялся раздел имения А. А. Баратынского (узаконенный только в 1848 году), по которому хозяином Мары стал Сергей Абрамович Баратынский, который перенёс дом и служебные постройки в рощу на пригорок, ближе к деревне Мары (ныне — Софьинка Умётского района). При этом архитектура и планировка дома были сохранены. В это время его женой была вдова барона А. А. Дельвига — Софья Михайловна (урождённая Салтыкова).
Главным помещением в доме являлась столовая (одна стена её была стеклянная и выходила в зимний сад): 

Посредине большой овальный обеденный стол с блестящей полированной поверхностью, покрытый светло‑коричневым сукном. В углу у стены, примыкавшей к оранжерее, концертный рояль, шкафчик с нотами; напротив, у другой стены — гарнитур мебели — диван, несколько кресел и круглый полированный стол, весь гарнитур крыт зелёным сукном. Над диваном копия с картины Рафаэля «Сикстинская Мадонна». У широкого тройного окна два столика — ломберных, а немного дальше у стены чайный шкафчик. <…> На этом шкафчике стояли бюсты А. А. Дельвига и Б. А. Боратынского. Меблировку столовой дополняли трюмо чёрного дерева, резное со столиком, на котором стояли красивые бронзовые часы под стеклянным колпаком, дальше — книжный шкаф. По сторонам трюмо висели две миниатюры — на одной из них красавица А. Д. Абамелек, жена Ираклия Абрамовича Боратынского, на другой — он сам в парадной военной форме. В углу низенький диван, тоже крытый зелёным сукном, — этот диван поступал в распоряжение детей <…> ещё один шкафчик для повседневной посуды и большая кафельная белая печь

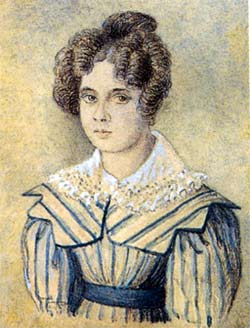
С. М. Баратынская, урождённая Салтыкова,
в 1-м браке — Дельвиг.

За столовой шла гостиная с камином, облицованным мрамором. Мебель в гостиной была скромной; у окна стояла фисгармония, изготовленная Сергеем Абрамовичем. Над камином, облицованным белым мрамором, рамещался указывавший направление ветра прибор (также сделанный Сергеем Абрамовичем), связанный с флюгером на крыше; на каминной полке размещались круглые золочёные бронзовые часы, — по преданию, подарок императрицы Александре Фёдоровне в день её свадьбы с молодым генералом Абрамом Баратынским. В доме также стоял рояль карельской березы, на котором, по преданию, играл Михаил Иванович Глинка. В спальне своей жены Сергей Абрамович устроил «возле её кровати так, что она могла нажать кнопку и на окнах опускались сетки, чтобы её не беспокоили комары, если нажать другую — опускались темные занавески».
На въезде в усадьбу стояли два столба в виде обелисков с изображением герба рода Боратынских. В западной части усадьбы была расположена Покровская церковь с семейным кладбищем. В начале 1810‑х годов церковь сгорела и к 1818 году была построена каменная Вознесенская церковь в классическом стиле. На кладбище были похоронены мать поэта Александра Фёдоровна Баратынская, её родная сестра Екатерина Фёдоровна Черепанова, второй владелец усадьбы Сергей Абрамович с женой Софьей Михайловной и их дети: сын Михаил Сергеевич и дочери Елизавета (Дельвиг), Анастасия, Александра, мраморные надгробия которых сохранились до сих пор. Справа от входа, в углу кладбища, было выделено место для погребения иноверцев, где похоронили гувернёра, итальянца Жьячинто Боргезе

В парке на краю оврага был сооружен грот — здание, фасад которого напоминал старинный полуготический замок. Оно состояло из нескольких частей, каждая из которых имела самостоятельный выход. Центральная часть, с овальными, слегка заостренными кверху окнами с цветными стёклами, представляла собой большую квадратную залу с люстрой, — которую и называли гротом. Здесь, по воспоминаниям композитора Ю. К. Арнольда, жившего в 1839 году по соседству с Баратынскими, были поставлены два акта оперы «Анна Болейн» Г. Доницетти; партии исполняли члены семьи Баратынских. На другой стороне оврага — для симметрии — была выстроена из красного кирпича башня с воротами готического вида. 

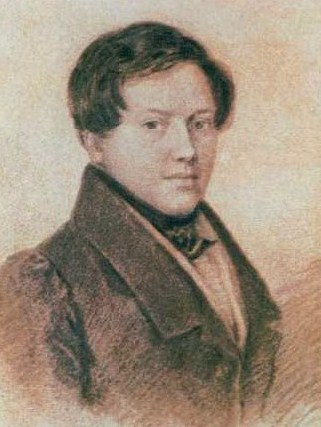
Евгений Баратынский, поэт

Гостями имения Боратынских были Н. И. Кривцов, Э. А. Дмитриев-Мамонов, барон А. И. Дельвиг, Н. Ф. Павлов, А. Д. Баратынская (урождённая княжна Абамелек-Лазарева), А. М. Жемчужников, В. Н. Чичерин и его брат Б. Н. Чичерин, Ц. А. Кюи и другие.
В 1820—1830 годах в Мару приезжал и подолгу жил здесь Евгений Баратынский. Уже в 1837 году и особенно в последний приезд в Мару осенью 1840 — зимой 1841 годов он с горечью отмечал, что усадьба приходит в упадок. Здесь была написана знаменитейшая элегия на русском языке, так и названная, — «Запустение».
После смерти Сергея Абрамовича Баратынского хозяйкой имения стала его жена, Софья Михайловна. После её смерти имением управляла жившая здесь с двумя незамужними дочерями Сергея Абрамовича дочь Дельвига — Елизавета Антоновна. Она была инициатором создания в усадьбе сценическо-музыкального общества; к постановкам привлекались родственники и соседи по имению; на вечерних концертах читались стихотворения Пушкина, Баратынского, Дельвига, исполнялись романсы. По воспоминаниям Е. Н. Шаховой «все сёстры Баратынские были замечательными музыкантшами, особенной одарённостью обладала Чичерина Софья Сергеевна, в молодости, посещая с мужем Италию, она выступала в Риме на любительских концертах в игре на рояле, арфе, виолончели и имела огромный успех».
Во время погромов помещичьих усадеб в 1905 году имение почти не пострадало. После революции 1917 года усадьбу национализировали. В апреле 1919 года, по сведениям журналиста Е. В. Кончина, Вяжлинским волостным советом и местным комитетом РКП(б) ставился вопрос об увековечении памяти Е. А. Боратынского, устройстве в бывшем усадебном доме музея и сельской библиотеки-читальни имени поэта. В письме от 12 мая 1919 года Е. П. Катин писал:

В моих скитаниях по Тамбовской губернии я забрел в село Вяжлю, при коем находится имение поэта Боратынского. Оно каким-то чудом уцелело от поголовного истребления.… Были имения, в которых в буквальном смысле не осталось камня на камне.… Среди этого нашествия вандалов каким-то чудом осталось нетронутым имение Боратынских. В нём устроен агрономический пункт, и в самом доме живёт агроном Александр Викторович Соколов. Все материальные ценности украдены…, но духовные сокровища целы. Полное собрание рукописей Дельвига, предсмертное письмо Рылеева, письмо Пушкина, рескрипты Анны Иоанновны — вот приблизительно, что там есть.… Не говоря уже о том, что сам дом должен быть сохранен, все, что в нём ещё пока есть, необходимо сберечь самым тщательным образом… Добейтесь во чтобы то ни стало через Анатолия Владимировича <вероятно, имеется в виду Анатолий Васильевич Луначарский> принятия экстренных мер к надлежащей охране…

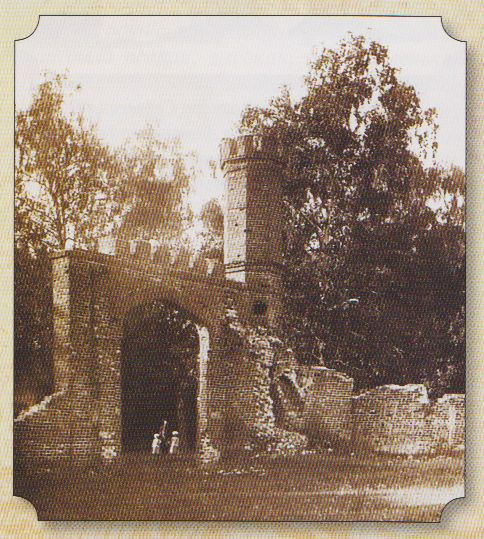
Башня и ворота усадебного парка в начале XX века

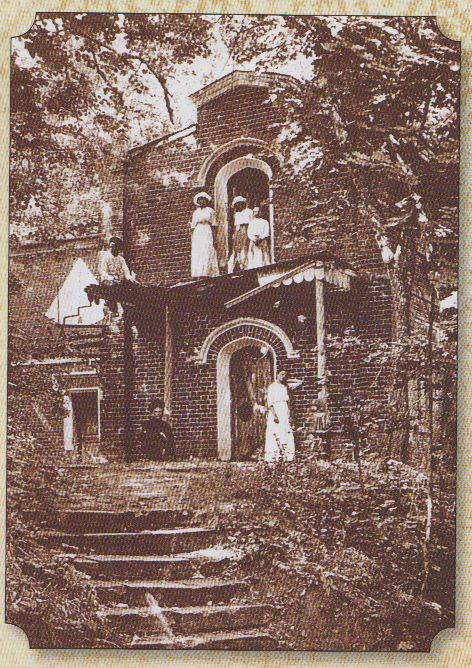
Грот в усадьбе Баратынских Мара.
Фотография начала XX века.
Кирсановский краеведческий музей.

В августе 1919 года здесь занимался систематизацией рукописного собрания сотрудник отдела научных библиотек Наркомпроса Кирилл Петрович Сперанский, который вывез архив в Тамбов, где на заседании Тамбовского общества изучения природы и культуры родного края сделал доклад. В 1920 году архив был перевезён в Москву, а затем часть в Петроград. В 1921 году копия картины «Сикстинская Мадонна», бюсты А. А. Дельвига и Б. А. Боратынского поступили в Кирсановский музей. Вскоре усадебный дом был передан Град-Уметскому волостному комитету; через некоторое время в здании произошёл пожар. Парк был отдан в аренду крестьянскому кооперативу «Товарищество Свободы». В церкви после закрытия хранилось зерно. В начале 1940-х годов было разрушено кладбище, а в 1954 году здание церкви было разобрано на кирпич.

## Планы восстановления
Летом 1957 года, когда архитектор и краевед В. М. Белоусов сделал зарисовки усадебной церкви с любительской фотографии, найденной у старожилов села, усадьбы уже практически не было: «не сохранились никакие постройки, а от фундаментов зданий остались… котлованы да траншеи». В справке, составленной 12 ноября 1976 года, указывалось:

На территории бывшего фамильного имения русского поэта Е. А. Боратынского в с. Софьинка Уметского района Тамбовской области сохранились очертания фундамента дома… Недалеко от фундамента обнаружена часть кладки. Вокруг можно увидеть очертания усадебных построек и вспомогательных помещений. На северо-западе от бывшего дома заметны следы ограды фамильного кладбища Боратынских площадью 60 х 60 метров, а также следы очертания церкви, построенной матерью поэта в 1818 г. Севернее церкви обнаружены следы захоронения и обрушившихся склепов близких поэта… В парке имения Мара, находящегося примерно в 500—800 метрах от дома, старых деревьев нет, однако, видны следы дорожек и аллей. Заметны следы лестниц в овраге и очертания фундамента… здания летнего дома «Грота». Частично сохранилась выложенная камнем дорога к дому и роднику. Можно рассмотреть примерные очертания и направления подземного хода от дома…
В единственном сохранившемся здании находилась Софьинская восьмилетняя школа. В 1980-х годах институтом «Тамбовгражданпроект» был разработан проект восстановления главного усадебного дома в Маре. Однако к маю 1982 года на территории бывшей усадьбы колхозом «Советская Россия» уже были построены 5 щитовых домов и в 15 метрах от местоположения усадебного дома было заложено кирпичное здание общежития. Вскоре Тамбовский облисполком издал распоряжение «Об увековечении памяти поэта Боратынского» (№ 937-р от 14.12.1982), в котором была поставлена задача обеспечить сохранность мемориальной и охранной зоны усадьбы, разработать проект воссоздания прогулочных дорожек усадебного парка, активизировать исследовательскую работу по изучению архива Боратынского и сбору экспонатов для мемориала.
В 1995—1996 годах группе тамбовских энтузиастов возрождения усадьбы, которую возглавил филолог В. Е. Андреев, удалось: нанести на карту основные объекты имения Мара (храм с оградой, дом и др. постройки, сад, рощу, липовую аллею); вскрыть части фундаментов Вознесенского храма и усадебного дома, определить их размеры; опросить старожилов окрестных деревень об особенностях устройства усадьбы и этапах её разрушения. На месте колокольни разрушенного Вознесенского храма был установлен деревянный памятный крест. В августе 1999 года Инспекция охраны историко-культурного наследия Тамбовской области при участии студентов Тамбовского университета на месте заброшенного кладбища Боратынских в Маре провела археологические раскопки для определения мест захоронения под руководством археолога С. И. Андреева — было обнаружено 8 склепов. В 2000 году раскопки некрополя Боратынских продолжились, началось обследование остатков фундамента усадебного дома: были определены размеры и примерная планировка основного дома. Были также уточнены места расположения парковых построек и дорожек.